# أولا راي
أولا راي (بالإنجليزية: Ola Ray)‏ هي عارضة وموسيقية وممثلة أمريكية، ولدت في 26 أغسطس 1960 بسانت لويس في الولايات المتحدة.

## أعمال

### أفلام
- (1983) من العاشرة حتى منتصف الليل

## وصلات خارجية
- أولا راي على موقع IMDb (الإنجليزية)
- أولا راي على موقع ألو سيني (الفرنسية)
- أولا راي على موقع ميوزك برينز (الإنجليزية)
- أولا راي على موقع أول موفي (الإنجليزية)
- أولا راي على موقع قاعدة بيانات الأفلام السويدية (السويدية)
- أولا راي على موقع إن إن دي بي (الإنجليزية)
- أولا راي على موقع قاعدة بيانات الفيلم (الإنجليزية)
- أولا راي على موقع كينوبويسك (الروسية)